# Mont Vuarat
Mont Vuarat är en kulle i Schweiz.   Den ligger i distriktet Veveyse och kantonen Fribourg, i den sydvästra delen av landet, 70 km sydväst om huvudstaden Bern. Toppen på Mont Vuarat är 996 meter över havet, eller 240 meter över den omgivande terrängen. Bredden vid basen är 3,9 km.
Terrängen runt Mont Vuarat är huvudsakligen kuperad, men åt sydost är den bergig. Runt Mont Vuarat är det tätbefolkat, med 530 invånare per kvadratkilometer.. Närmaste större samhälle är Lausanne, 18,2 km väster om Mont Vuarat. 
I omgivningarna runt Mont Vuarat växer i huvudsak blandskog.